# Otyg
Otyg — шведская фолк-метал-группа, в состав которой входит Андреас Хедлунд, известный также по участию в группах Vintersorg, Borknagar, Havayoth, Cronian и прочих.

## Характеристики
Название
Otyg — собирательное название всех темных существ, обитающих в скандинавском фольклоре.
Стиль
Классический фолк-метал. Отличное сочетание скрипки и гитар, выдающих явно северные мелодии, отличного вокала и простого зажигательного темпа.
Лирика
Основные темы: Скандинавский фольклор.
Дизайн обложек

## История
Винтерсорг (вокал/гитара), Маттиас (гитара) и Стефан (барабаны) ранее играли в блэк-дэт-метал группе под названием Blackburning Evening. Но постепенно они сменили стиль и название группы на Otyg. Доукомплектовав состав Даниэлем (бас) и Сией (скрипка) они записали свою первую демо-кассету под названием Bergtagen (1995), и чтобы привнести в музыку еще больше фолка, Сэмюэл (губная гармошка) принял участие в записи.
После выпуска ещё двух демозаписей, I trollskogens drömmande mörker (1996) и Galdersång till bergfadern (1997), группа подписала наконец контракт с лейблом Napalm Records. В последующие годы были изданы альбомы Älvefärd (1998) и Sagovindars boning (1999). Между выпуском этих альбомов участники Сэмюэль и Стефан расстались с группой по разным причинам, и в Otyg пришел нынешний барабанщик Фредрик. В середине марта 2002 года Маттиас и Винтерсорг заявили, что Otyg не будет продолжать работу, а их последний альбом Djävulen, который должен был выйти на Napalm Records в 2002 году, вероятно, так и останется неизданным.
В интервью в мае 2012 года Андреас Хедлунд заявил, что Otyg сейчас возрождается и собирается выпустить новый альбом. В интервью в июле 2014 года Андреас заявил, что новый альбом Otyg уже написан, но у него нет времени записать его в студии.

## Участники
Текущий состав
- Andreas Hedlund – гитары, клавишные, вокал (1995-2002, 2012–н. в.)
- Mattias Marklund – гитары (1995-2002, 2012–н. в.)
- Cia Hedmark – вокал, скрипка (1995–2002, 2012–н. в.)
- Daniel Fredriksson – бас, никельхарпа, willow flute, губная гармоника, lute guitar (1995-2002, 2012–н. в.)
- Fredrik Nilsson – ударные (1998–2002, 2012–н. в.)

Бывшие участники
- Samuel Norberg – губная гармоника (1995–1997)
- Stefan Strömberg – ударные (1995–1997)

## Дискография
Альбомы
- Älvefärd (1998)
- Sagovindars boning (1999)

Прочее
- Bergtagen (1995) — демо
- I trollskogens drömmande mörker (1996) — демо
- Galdersång till bergfadern (1997) — демо